# المتحف الأثري بكركوان
المتحف الأثري بكركوان هو متحف تونسي، افتتح في 1986 ويقع في الموقع الأثري بكركوان، وهي مدينة بونية قديمة.

تم ترميم المتحف في السنوات 1990.

## المجموعات
يعكس الموقع صورة للمدينة البونية، ويكشف عن مظاهر عديدة من الحياة اليومية والأنشطة الاقتصادية والتجارية للمدينة وحياتها الروحية من خلال القطع التي عثر عليها مردومة تحت الأنقاض أو تلك المودعة في القبور.

بالطبع فإن جل المجموعات بونية، ولكن توجد في المتحف أيضا آثار متأتية من بلدان متوسطية عديدة: من اليونان بالنسبة إلى القطع الزخرفية (أوان، مصابيح...) ومن مصر بالنسبة إلى المستلزمات الشعائرية (أختام، تمائم، تماثيل صغيرة للتعبد...). الأغرب من ذلك هي مجموعة المصابيح الرومانية التي يبدو أنها أخفيت، قبل خراب المدينة بستة قرون، في مخبأ مهيئ في ساحة منزل بوني. وتتأتى بعض القطع من حفريات أنجزت في المقابر البونية الكبرى المجاورة.

## مقالات ذات صلة
- كركوان

## روابط خارجية
- صفحة المتحف على موقع وكالة إحياء التراث والتنمية الثقافية.